# 復仇反擊戰
《復仇反擊戰》（英語：The Amateur）是一部2025年美國動作驚悚片，由詹姆斯·霍伊斯執導，肯·諾蘭和蓋瑞·斯皮內利（Gary Spinelli）編劇，改編自羅伯特·利特爾的1981年小說《暗殺指令》（The Amateur），講述一名中情局解碼員設法勒索自家機構，讓自己接受培訓，以追捕殺害妻子的恐怖分子；該小說也曾於同年改編成電影。電影主演包括雷米·馬利克、瑞秋·布羅斯納安、凱特瑞納·巴爾夫、強·柏恩瑟、麥可·斯圖巴、赫特·麥卡藍、茱莉安娜·妮克遜、亞德里恩·馬丁尼茲、丹尼·薩帕尼與勞倫斯·費許朋。
《復仇反擊戰》2025年4月11日由二十世紀影業負責在美國上映。

## 剧情
中情局（CIA）密码分析员查理·海勒（Charlie Heller）正在修复其妻莎拉（Sarah）所赠的一架旧式塞斯纳飞机，而莎拉则准备前往伦敦出差。在CIA的解密与分析部门，海勒与外勤特工杰克森·奥布莱恩（Jackson O'Brien，代号“大熊”）及一名匿名线人（代号“房客”）建立了联系。“房客”提供的机密文件显示，特别活动中心主任暨海勒的上司亚历克斯·摩尔（Alex Moore），曾将具有政治动机的无人机袭击伪装成自杀式爆炸。随后，海勒被带往CIA局长萨曼莎·奥布莱恩（Samantha O'Brien）处，并被告知莎拉在一场恐怖袭击中身亡。
海勒在悲痛中提交了他的调查结果。根据其调查，四名袭击者在一场失败的军火交易后劫持了莎拉及其他人质，并在逃离前将其杀害。海勒确认了嫌疑人身份：白俄罗斯罪犯米什卡·布拉日奇（Mishka Blazhic）、南非前特种部队成员埃利什（Ellish）、前亚美尼亚情报官员格蕾琴·法兰克（Gretchen Frank），以及杀害莎拉的主谋霍斯特·席勒（Horst Schiller）。然而，摩尔与其副手凯勒布·霍洛维茨（Caleb Horowitz）坚称他们正致力于摧毁席勒的整个网络。为给妻子复仇，海勒以泄露摩尔下达的、造成大量平民与盟友伤亡的非法命令为要挟，要求获得资源并进入“农场”（即皮里营，Camp Peary）接受任务训练，以亲自追捕四名凶手。
海勒被派往皮里营接受罗伯特·亨德森（Robert Henderson）上校的训练。尽管他不擅射击，但在炸弹制造方面表现优异，可亨德森仍评估他“不具备杀手的能力”。摩尔与凯勒布在搜查中发现海勒藏匿的一张光盘，但证实其威胁仅为欺骗手段。摩尔遂命令亨德森消灭海勒，但海勒已利用事先安放在摩尔办公室的监听设备获知该命令，并提前离境。
在巴黎，海勒追踪到格蕾琴，并潜入其公寓。他发现格蕾琴有在过敏诊所的预约，但最终未能下决心开枪。海勒利用诊所的减压舱，向其中注入花粉以胁迫格蕾琴，逼问席勒的下落。海勒不愿致其死亡而将其释放，但格蕾琴逃至街上后被一辆货车撞击身亡。
海勒取得格蕾琴的手机后逃往马赛。他在一间酒吧被亨德森围困，但通过引爆预设的炸弹成功脱身。他请求“房客”协助，被偷渡至伊斯坦布尔。“房客”向他揭示其真实身份——一名已故前克格勃（KGB）官员的遗孀，她接替其丈夫继续担任线人。二人追踪到布拉日奇位于马德里的一家酒店。与此同时，萨曼莎在得知摩尔派遣亨德森追杀海勒后，因对其不信任，亦派出自己的特工以保护海勒。
在马德里，海勒在酒店屋顶泳池与布拉日奇对质，并利用改装的潜水设备破坏了泳池的玻璃结构，导致布拉日奇坠落身亡。亨德森在抓捕海勒时遭萨曼莎的特工阻拦。在随后的搏斗中，亨德森被击中但杀死了该名特工，海勒得以逃脱。凯勒布通过追踪海勒的通讯，定位并派遣突击队前往伊斯坦布尔。“房客”在与海勒一同撤离的过程中被杀。
海勒前往罗马尼亚，伪装成导弹卖家接近埃利什。他用简易爆炸装置将其困住，逼问出席勒的藏身处位于波罗的海的一艘船上。海勒在取得情报和埃利什的手机后，任其在爆炸中死亡。抵达普里莫尔斯克后，海勒开始监视席勒的行动，期间他拒绝了“大熊”的劝阻，坚持完成复仇。
海勒被捕并被带至席勒的船上。席勒向他提供一把上膛的手枪，给予其复仇的机会。然而，海勒透露他已入侵船舶的导航系统，将其引向芬兰湾。最终，席勒被芬兰警方和国际刑警组织逮捕。摩尔和凯勒布因其未经授权的秘密行动而被捕。萨曼莎局长宣布中情局已清除了内部的“害群之马”。故事结尾，伤愈的亨德森探望了海勒，而海勒则完成了飞机的修复，并驾驶它飞向天空。

## 演員
- 雷米·馬利克[7]飾演查爾斯·海勒（Charles Heller）
- 勞倫斯·費許朋[8]飾演羅柏·亨德森
- 瑞秋·布羅斯納安[8]飾演莎拉·霍洛維茲
- 凱特瑞納·巴爾夫（英语：Caitríona Balfe）[8]飾演茵奎琳／戴維斯（Inquiline / Davies）
- 強·柏恩瑟飾演傑克森·歐布萊恩
- 麥可·斯圖巴飾演西恩·席勒（Sean Schiller）
- 赫特·麥卡藍[9]飾演中情局副局長摩爾（CIA Deputy Director Moore）
- 茱莉安娜·妮克遜[9]飾演薩曼莎·歐布萊恩
- 亞德里恩·馬丁尼茲（英语：Adrian Martinez (actor)）[9]飾演卡洛斯（Carlos）
- 丹尼·薩帕尼（英语：Danny Sapani）飾演凱萊布·霍洛維茲
- 平岳大（英语：Takehiro Hira）[10]飾演教授（The Professor）

## 製作
羅伯特·利特爾小說《暗殺指令》（The Amateur）的新改編版電影於2006年11月首次宣布，由休·傑克曼主演，伊凡·卡茲撰寫劇本。2023年2月，製片人赫奇·帕克（Hutch Parker）和丹·威爾森（Dan Wilson）宣布將為二十世紀影業開發該項目，由詹姆斯·霍伊斯執導，雷米·馬利克擔任主角。馬利克也被列為本片的執行製片人。5月，其餘主演陣容揭曉，包括瑞秋·布羅斯納安、凱特瑞納·巴爾夫、亞德里恩·馬丁尼茲、勞倫斯·費許朋、赫特·麥卡藍和茱莉安娜·妮克遜。
電影2023年6月在英國倫敦展開主要拍攝。拍攝地點還計劃在英格蘭東南部周圍以及法國和土耳其。拍攝受到2023年SAG-AFTRA大罷工影響而在7月暫停。2023年12月恢復拍攝。平岳大後來也被片方證實參演本片。

## 發行
《復仇反擊戰》2025年4月11日在美國上映，由二十世紀影業發行。原上映日為2024年11月8日。

## 外部連結
- 互联网电影数据库（IMDb）上《復仇反擊戰》的资料（英文）